# Titanijev dioksid
Titanijev dioksid ili titanijev(IV) oksid (TiO2) javlja se u tri kristalne modifikacije: tetragonskoj (mineral rutil), romboedarskoj (mineral brukit) i drugoj tetragonskoj (mineral anatas). Rutil ima veliki indeks loma, a optičku disperzivnost veću od dijamanta. Ima i veliku moć pokrivanja, te se upotrebljava kao bijela boja (titanijevo bjelilo). TiO2 ima amfoterna svojstva. Taljenjem s metalnim oksidima, hidroksidima i karbonatima daje titanate.
Titanijev dioksid je proizvedena tvar. Od njega, na primjer, je pasta za zube bijela, a boja neprozirna. Uz to, TiO2 može razgraditi gotovo svaku organsku tvar kada je izložen sunčevoj svjetlosti ili nekom drugom izvoru svjetlosti. Iz tog razloga mnoge tvtke danas dobro zarađuju zahvaljujući reaktivnosti titanijevog dioksida, razvijajući širok spektar ekološki prihvatljivih proizvoda, uključujući samočisteće tkanine, politure za automobile, premaze za stakla koji onemogućuju zadržavanje nečistoće i vode i još mnoge druge proizvode za kućanstvo, automobile i industriju.
Razvijaju se i premazi na bazi TiO2 koji bi se nanosili na cestu i pločnik, te odstranjivali dušikov oksid iz zraka, rastvarajući ga na ekološki prihvatljivije spojeve, koje bi jednostavno isprala kiša. Titanijev dioksid je bezopasan (netoksičan) i stoga se koristi u mnogim kozmetičkim proizvodima (kremama za sunčanje, ruževima za usta, sapunima, pastama za zube), a sve je prisutniji i u farmaciji. Njegova primjena je prihvaćena čak i u prehrambenoj industriji, gdje se koristi kao umjetno bijelo bojilo za hranu E171, nalazi se u omotima pojedinih salama i na mnogim drugom mjestima. Čak se dodaje i u duhan, kako bi se dobio bijeli pepeo pri gorenju cigarete.
Titanijev dioksid se može smatrati neotrovnim, jer sam titanij je inertan, ali kako se sve više smanjujemo, postaje aktivniji. Istraživanja su pokazala da se nano čestice (čestice veličine 1 do 100 nm) TiO2 talože u stanicama, jer one zbog veličine nemaju metoda kako bi ga izbacile, i u njima mogu uzrokovati jednostrane i dvostrane prekide DNK. Istraživanja na miševima su pokazala da se genetičke promjene događaju već petog dana, što bi bio ekvivalent ljudskoj izloženosti u trajanju nešto manjoj od 20 mjeseci.

## Nanočestice titanijevog dioksida
Nanočestice danas nije neuobičajno susresti u tvarima koje izravno dolaze u kontakt s kožom, kao npr. u sredstvima za sunčanje ili u mineralnom make up-u. Tamo se nalaze zbog zabrinutosti da su pojedini noviji sastojci kancerogeni i izazivaju hormonalne poremećaje. To je bio razlog da se dio korisnika vratio klasičnim receptima, ali i oni su imali manu, barem vidljivu. Naime klasični recept za kremu za sunčanje koristi titanijev dioksid ili cinkov oksid, koji ostavljaju trag. Proizvođači su uočili da ako samelju te okside na nano veličinu, zadržavaju pozitivna svojstva, ali dobiju i jedno korisnicima poželjno svojstvo – sredstvo bude prozirno zbog čestica koje su manje od valne duljine vidljive svjetlosti, što je bila jedina mana tradicionalnog recepta. Prozirna sredstva za sunčanje su ubrzo postala najraširenija upotreba nanočestica među populacijom. I kod make up-a je slična priča, finije mljeveni minerali u njima daju glađi i svjetlucaviji efekt, koji se dopao korisnicama.
Titanijev dioksid se može smatrati neotrovnim, jer sam titanij je inertan, ali kako se sve više smanjujemo, postaje aktivniji. Istraživanja su pokazala da se nano čestice (čestice veličine 1 do 100 nm) TiO2 talože u stanicama, jer one zbog veličine nemaju metoda kako bi ga izbacile, i u njima mogu uzrokovati jednostrane i dvostrane prekide DNK. Istraživanja na miševima su pokazala da se genetičke promjene događaju već petog dana, što bi bio ekvivalent ljudskoj izloženosti u trajanju nešto manjoj od 20 mjeseci. Za izbjegavanje možebitne opasnosti od nanočestica u preparatima koji se koriste na koži ili se mogu inhalirati prilikom upotrebe, može se ili njih prestati koristiti ili pričekati da se utvrdi 
jesu li te čestice (bez)opasne, odnosno ako su opasne smanjiti njihovu upotrebu do razine kada više ne predstavljaju opasnost.

## Primjena titanijevog dioksida

### Titanijev dioksid kao pigment
Titanijevo bjelilo je po sastavu titanijev dioksid, TiO2. Koristi se kao miješani pigment s barijevim sulfatom, zinkovim oksidom i kalcijevim karbonatom, u kojem titanijevog oksida ima najmanje 20%. U upotrebi je najčešće pod nazivom Kronos Standard T i sadrži 25% TiO2 i 75 % BaSO4. To je pigment vrlo intenzivne bjeline, ujednačenog oblika kristalnog zrna, što boji daje glatkoću i sjaj. Ima najveću snagu pokrivanja među bijelim pigmentima i veliku moć bojenja (nijansiranja). Otporan je na svjetlost, kiseline i lužine, kao i prema atmosferilijama. Koristi se u svim slikarskim tehnikama. U kontaktu s uljem ne ubrzava sušenje, kao olovno bjelilo, niti stvara krti, film kao cinkovo bjelilo. Proizvodi se u anatas i rutil obliku. Anatas
je osjetljiv na svjetlost, pa se koristi za unutrašnje radove. Rutil je stabilniji i pokrivniji, pa je podesan za vanjske radove.

### Rutilne obloge elektroda za zavarivanje
Vrste obloge elektrode za zavarivanje prema sastavu obloge su:
- A (Acide): kisela obloga,
- B (Basic): bazična obloga s visokim sadržajem vodika,
- C (Cellulosic): celulozna obloga,
- R (Rutile): rutilna.

Rutilna obloga elektrode za zavarivanje daje čistu zonu taljenja, niski sadržaj vodika, dobru udarnu žilavost, teško se odstranjuje troska, hrapava i izbočena površina zavara. Rutilne elektrode se mnogo koriste zbog dobrih mehaničkih svojstava zavara, stabilnosti električnog luka, mogućnosti korištenja istosmjerne i izmjenične struje zavarivanja, lijepog izgleda zavara, lakog čišćenja troske. Nedostatak primjene ovih elektroda očituje se kod zavarivanja čelika s višim sadržajem sumpora, mogućnosti nastajanja toplih pukotina, slabije žilavosti zone taljenja u odnosu na bazične elektrode.

### Kreme za sunčanje
Industrija krema za sunčanje je golema – vrijedna je na milijarde dolara godišnje. Narasla je do takvih razmjera nakon što je otkrivena veza između raka kože i pretjeranog izlaganja Suncu kasnih 1960-tih i ranih 1970-tih. No, unatoč širokoj upotrebi ovih proizvoda, učestalost pojave raka kože i dalje je u stalnom porastu. Za titanijev dioksid u kremama za sunčanje se sumnja u kancerogenost kada je u obliku nanomaterijala.

### Fotokatalizator s titanijevim dioksidom
Sposobnost poluvodičkog katalizatora (fotokatalizatora) da sudjeluje u reakcijama prijenosa fotoinduciranog elektrona na adsorbirane molekule na katalitičkoj površini ovisi o položaju energetske vrpce poluvodiča, te o redukcijskom potencijalu adsorbirane molekule. Fotokatalitičku aktivnost pokazuju dva kristalna oblika TiO2: anatazni i rutilni. Anatazni oblik ima zabranjenu zonu od 3,23 eV, što odgovara apsorpciji elektromagnetskog zračenja u ultraljubičastom dijelu spektra (λ = 384 nm), a rutilni od 3,02 eV (λ = 411 nm). Anatazni oblik se pokazao znatno aktivnijim. Unatoč tome, rutilni oblik ima određene prednosti u odnosu na anatazni, koji pri valnim duljinama iznad 385 nm pokazuje velik pad aktivnosti zbog deaktivacije. Treća kristalna forma TiO2, brukitna, nema primjenu u fotokatalizi.